# 大の里泰輝
大の里 泰輝（おおのさと だいき、2000年〈平成12年〉6月7日 - ）は、石川県河北郡津幡町出身で二所ノ関部屋所属の大相撲力士。第75代横綱。本名は中村 泰輝（なかむら だいき）。血液型はB型。

## 来歴

### アマチュア時代
名前の「泰輝」は、父親によれば当初は「大輝」と名付ける予定だったが、画数の関係で選ばれた。
小学1年の7歳から津幡町少年相撲教室で相撲を始める。小学4年のときには交通事故に遭い乗っていた自転車が全壊するほどだったが、本人は傷口を数針縫った程度でピンピンしており、翌日にはいつも通り出かけていた。小学6年次のわんぱく相撲全国大会ではベスト8をかけた5回戦で村尾三四郎と対戦して敗れている。穴水町出身の三輪隼斗（2024年時点でソディック所属の実業団力士）の姿をテレビで見てから、中学相撲留学を志した。
糸魚川市立能生中学校に相撲留学。相撲どころの石川県を離れることで、周囲の多くの人に「裏切り者」と言われ、父親も少年相撲教室での指導に支障が出るほどだった。本人も後に「オレたち親子は、本当につらかった」と涙ながらに友人に心情を打ち明けている。
新潟県立海洋高等学校を経て日本体育大学に進学。
大学1年次の2019年、10月に第74回国民体育大会相撲競技青年の部個人戦優勝、11月に第97回全国学生相撲選手権大会で学生横綱となる。
大学3年次の2021年12月、第70回全日本相撲選手権（両国国技館）の決勝で近畿大学の神崎大河を寄り切って優勝してアマチュア横綱となる。
大学4年次2022年、7月に第11回ワールドゲームズ無差別級で金メダル、重量級で銀メダル、10月に第77回国民体育大会相撲競技成年の部個人戦で2019年の前回大会に続いて2連覇、前年のアマチュア横綱と合わせて大相撲の幕下10枚目格付出資格取得、11月に第100回全国学生相撲選手権大会個人戦準優勝、12月に第71回全日本相撲選手権決勝で日体大職員の松園大成をはたき込んで優勝してアマチュア横綱2連覇を果たした。
2023年に入ると大相撲入りの意思を表明して3月に二所ノ関部屋に入門が決まる。3月30日の日本相撲協会理事会で幕下10枚目格付出で入門が承認された。なおこの幕下10枚目格付出は2023年9月場所後の理事会で廃止された（それ以降は幕下付出は最下位格のみに変更）ため、幕下10枚目格付出で初土俵を踏んだ最後の力士となった。
2023年4月6日に母校の海洋高校で入門記者会見を行い、四股名は大正時代の大関の大ノ里萬助が由来で、師匠の二所ノ関親方が出世したときに案に上がった、「大の里」となることが発表された。中村本人は二所ノ関部屋を選んだ理由として、部屋の所在地が茨城県阿見町であり誘惑や娯楽の無い環境で相撲に集中できることを挙げている。師匠の二所ノ関は、スピード出世にかかわらず、大相撲の十両以上で年90番取れる体を作ることに主眼を置くコメントをしている。

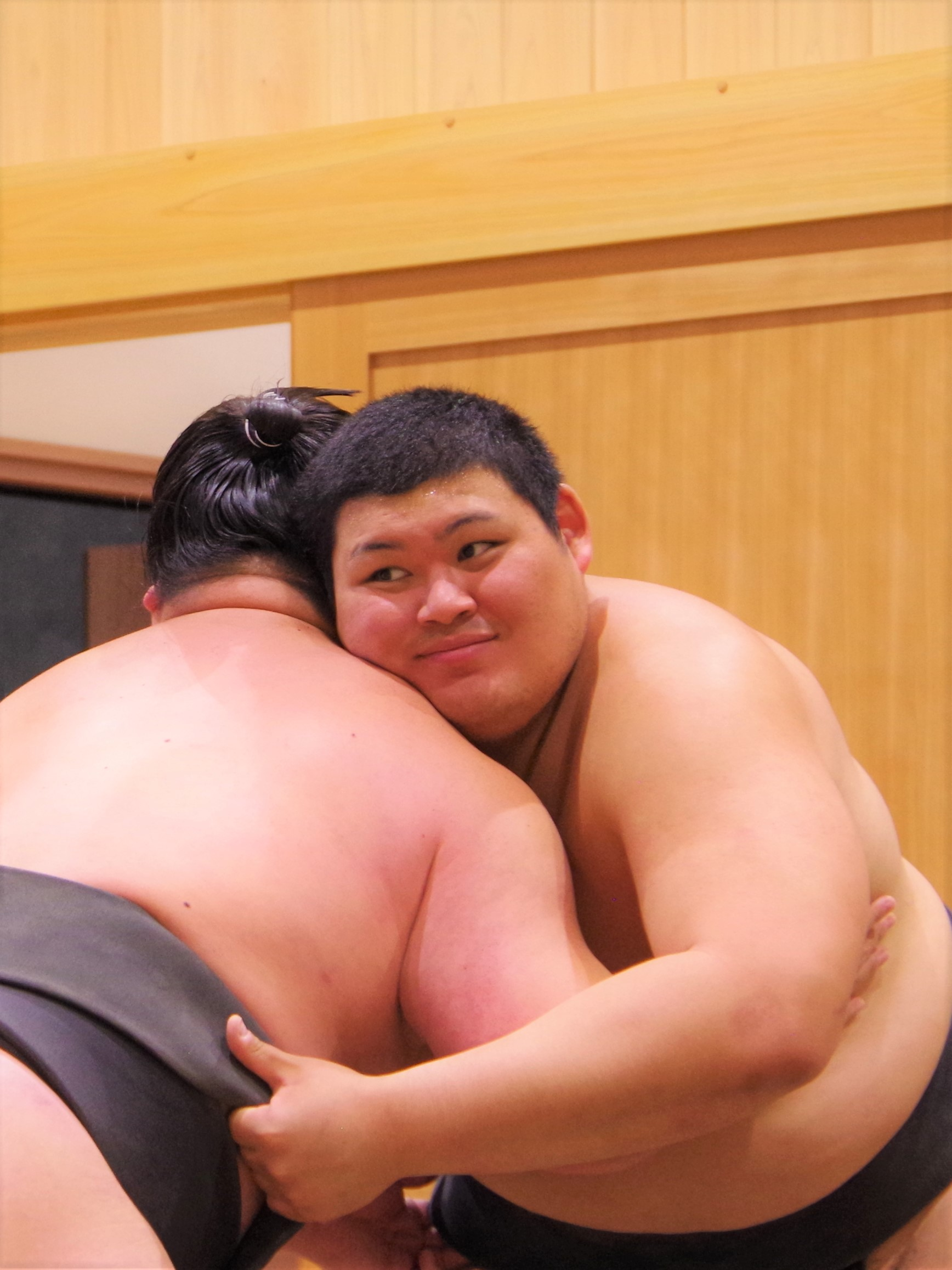
立ち合いの確認をする大の里

### 大相撲入門以後

#### 2023年
デビュー場所の2023年5月場所では初日、大学の先輩である石崎（後の朝紅龍）に敗れるが、その後6連勝して6勝1敗で終えた。

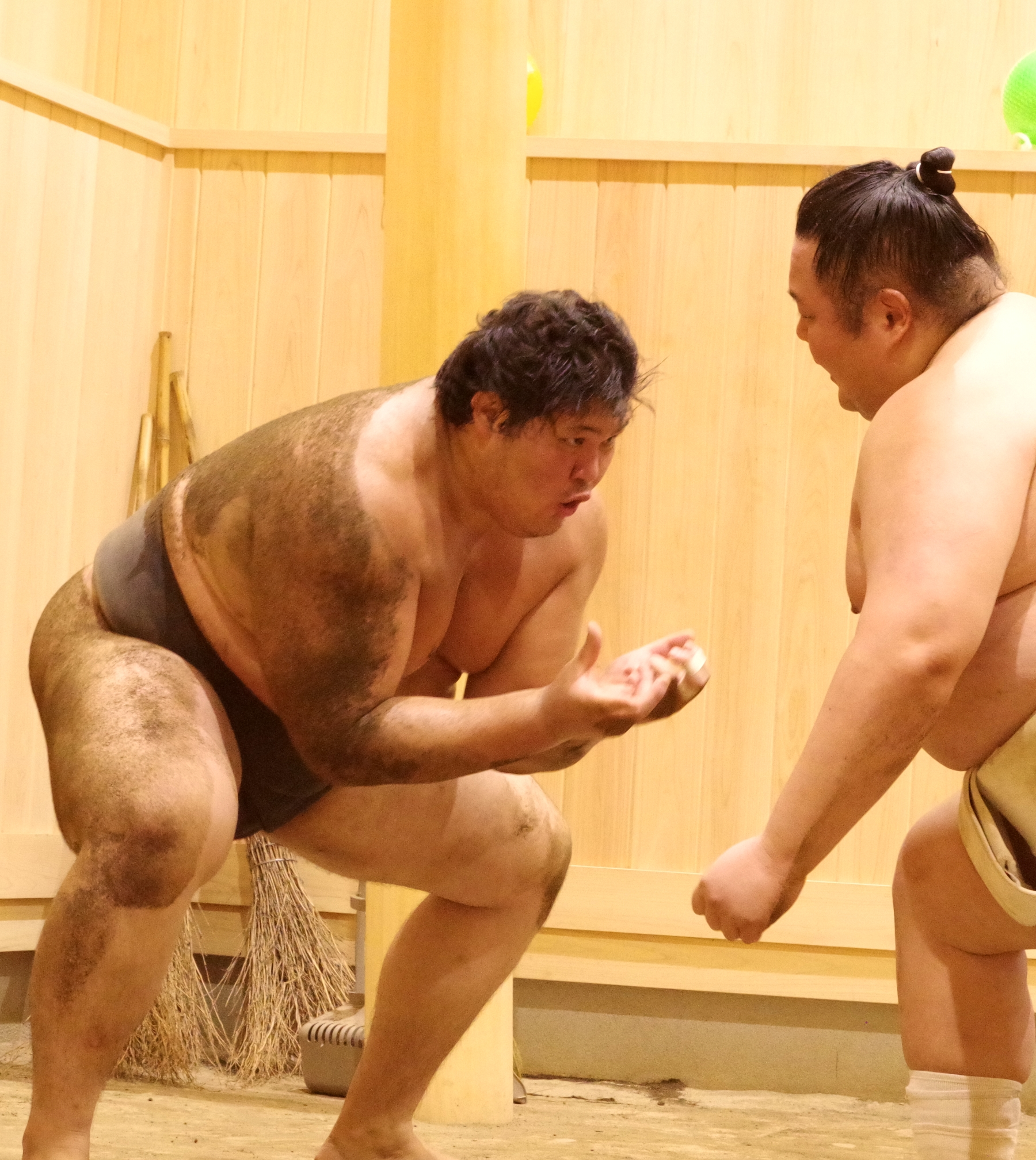
ぶつかり稽古をする大の里

2023年7月場所では、東幕下3枚目で4勝3敗と勝ち越し新十両を濃厚とした。7番相撲を控えていた際に父から激励のメッセージを受けており、これに応えた形となった。7月26日に開かれた番付編成会議で、9月場所の新十両昇進が正式に発表された。同じ二所ノ関部屋の高橋（後の白熊）と同時の新十両昇進となり、同部屋から同時に新十両への昇進を果たすのは2012年9月場所での阿武松部屋（慶天海と丹蔵）以来のこととなった。
新十両会見で大の里は、「チヤホヤされるかもしれないけど、まだ新弟子。常に『おかげさま』の気持ちでやっていきたいです」と述べ、高校時代の監督の妻に出世した時に購入すると約束した牛1頭の調達をいつか実現したいと語った。「誰からも愛される関取になりたいですし、小さい子に憧れを持たれるような力士になりたいです」とも話した。
相撲教習所は関取特権を行使せずに卒業まで通所する意向を示した。7月場所後に「伯桜鵬関は別格の存在。耳には入りますけど、自分は我が道をいく。最終的にどこにいくかが重要ですから。ざんばら髪での出世も考えてないですね」と史上初の関取として相撲教習所に入所した先輩について語っている。

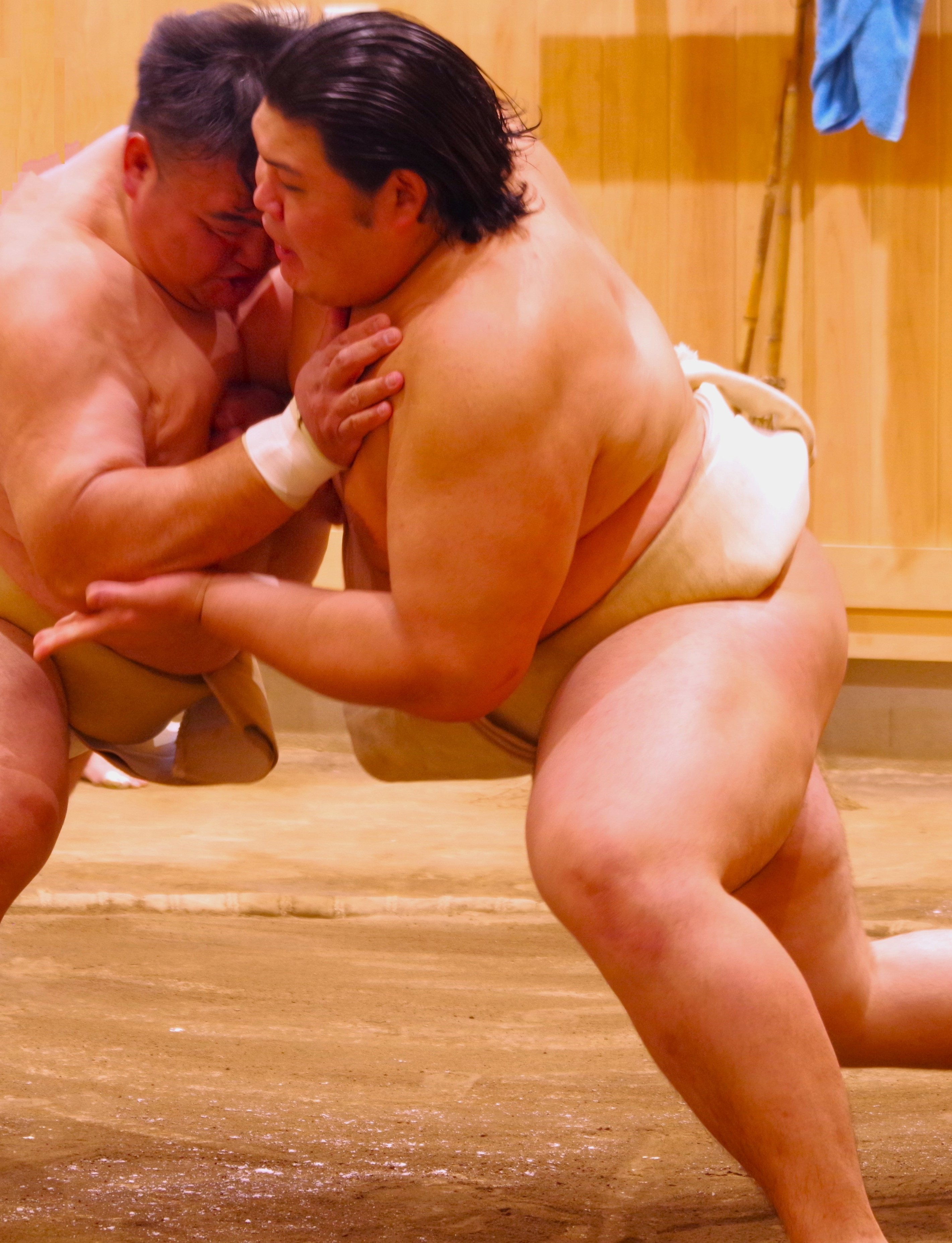
白まわしを締める稽古場の大の里

8月26日の夏巡業金沢場所で大の里は、当初髙安に胸を出してもらう予定であったが、現役大関の貴景勝が胸を出し、7分間のぶつかり稽古が行われた。

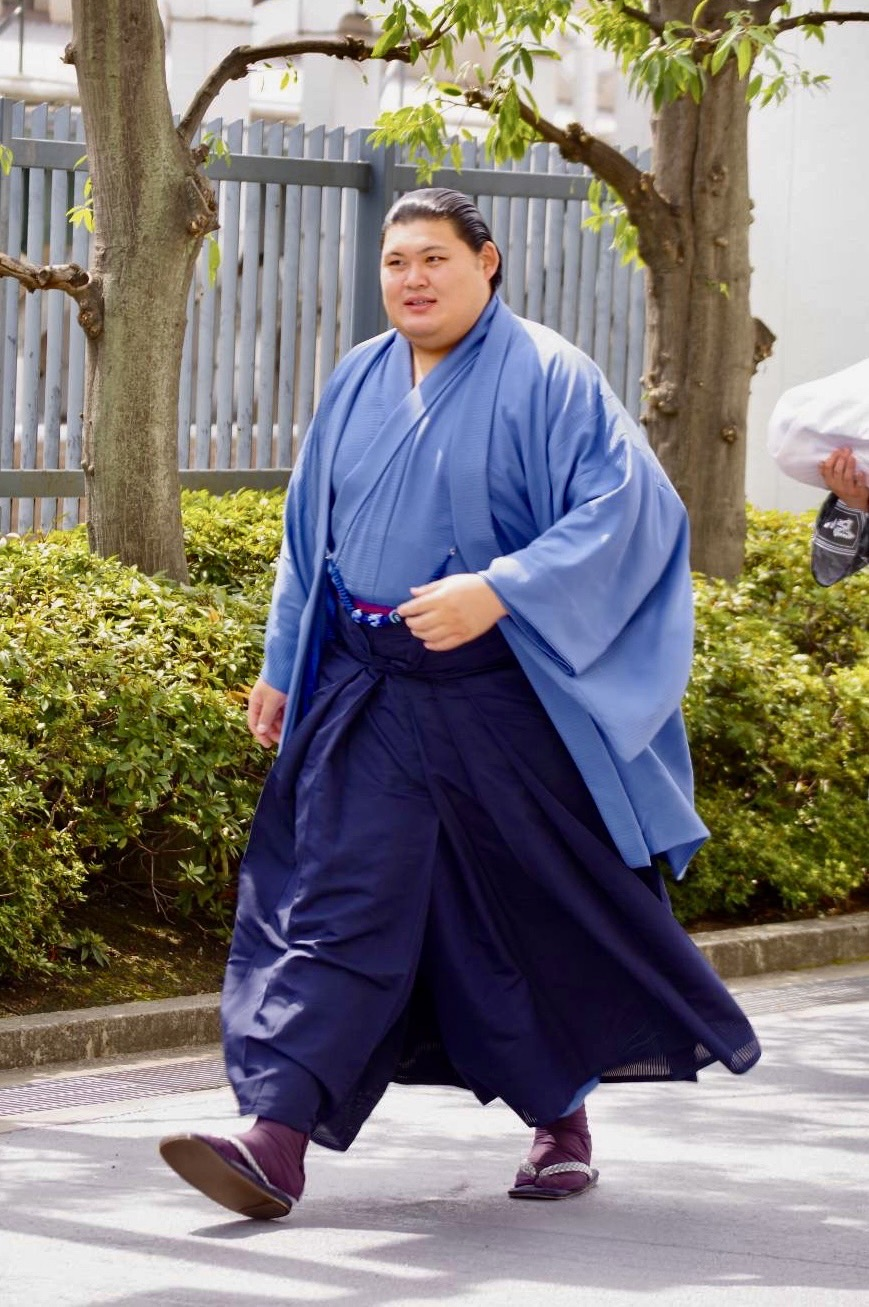
令和5年9月初日場所入りする大の里

2023年9月場所で2016年5月場所の佐藤（後の貴景勝）以来の7人目となる新十両力士のストレート勝ち越しを決めた。翌9日目も勝利し、2008年11月場所の翔天狼以来の3人目となる新十両力士の初日から9連勝を決めた。11月場所前の11月5日に福岡市東区の佐渡ケ嶽部屋の九州場所稽古場で二所ノ関一門連合稽古が行われた際は、関取衆最多となる21番の稽古を行った。11月場所では13日目に10勝目を挙げ、2場所連続2桁勝利を確定させるとともに、この時点で新入幕の可能性が高まったと報じられた。優勝決定戦では12勝3敗同士で琴勝峰と対戦し、上手投げに敗れた。決定戦後に琴勝峰は「まだまだ、ざんばら。年齢は近いですけど、入ってきたばかりで、負けたくなかったです」とコメントしている。

#### 2024年
2024年1月場所番付発表で正式に新入幕が決定した。12日目には横綱・照ノ富士と対戦となったが、新入幕で横綱と対戦したのは史上10人目。初土俵から5場所目での初金星となれば、2014年9月場所の逸ノ城と並ぶ最速記録だったが、両廻しを掴まれての上手投げに敗れ、史上最速タイの金星は実現しなかった。この場所は11勝4敗で終えて敢闘賞を受賞。この場所の平幕との取組での黒星は1個だけであり、NHK大相撲解説者の舞の海はその点に触れつつ「もう幕内上位の力はあります」と評した。

3月場所は自己最高位西前頭5枚目まで更新。この場所は優勝争いに絡む活躍を見せたが、1敗の状態で10日目に全勝の尊富士に敗れた段階で2差となり、12日目には尊富士と大の里自身が共に敗れたため2差は変わらず、14日目には大の里自身が勝利して尊富士が敗れたため1差となったものの、最終的には千秋楽に尊富士に優勝を決められ、その日の自身の取組も豊昇龍に敗れたため、11勝4敗で場所を終えた。それでも大きな活躍を評価されたことで、敢闘賞と技能賞を同時に受賞した。

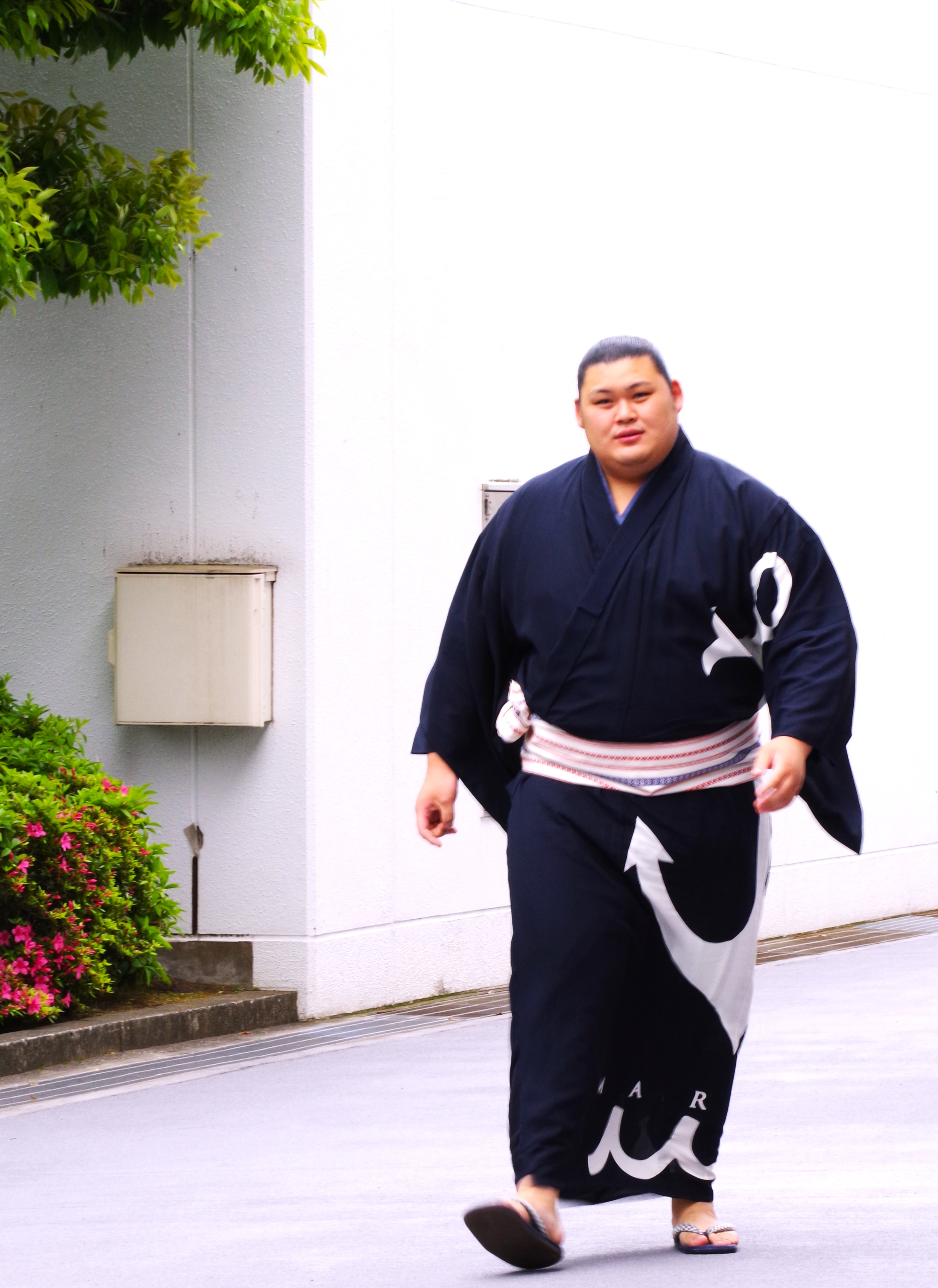
令和6年5月場所初日場所入り

5月場所では最高位を西小結に更新。新三役会見では20歳未満の部屋の力士と飲酒した騒動を謝罪した。また師匠は「13勝2敗くらいで優勝争いできるような力が、上位で今後は大事になってくる」と期待を寄せた。この場所初日の照ノ富士戦では掬い投げにより勝利し、横綱戦初白星を獲得。両親と妹がこの一番を観戦しており、「勝ちを目に焼き付けてくれたと思う」と両親と妹に白星を捧げる形となった。3月場所は平幕だが、活躍を鑑みて翌7月場所が大関取りになる可能性も取り沙汰された。千秋楽では阿炎を破り12勝目を挙げ初優勝、併せて初の殊勲賞、2回目の技能賞の両賞の受賞。初土俵から7場所目の優勝は、幕下付け出しでは第54代横綱・輪島の15場所を大きく塗り替える史上最速優勝。新入幕から3場所連続三賞は千代天山以来25年ぶり、2桁勝利では史上初という数多くの快挙を成し遂げた。ただし、高田川審判部長（元関脇・安芸乃島）は、大関取りの起点は三役でないといけないという理由から、7月場所での大関取りには言及しなかった。尊富士に続く、大銀杏も結えないほどの若手の幕内優勝（が場所中から既に濃厚であった）とあって、現職親方・角界OBが口を揃えて「番付の意味がなくなっている（なくなる）」と現状を嘆いていた。6月2日、金沢市内で自身の祝賀会が開かれた。祝賀会は2024年2月に開催される予定であったが、能登半島地震の影響により延期されている間に大の里が三役に昇進したため、「幕内昇進祝賀会」から「三役昇進祝賀会」に変更された。
7月場所は三賞委員会の出席者20人による満票で2度目の殊勲賞を獲得した。新入幕から4場所連続での三賞受賞は史上初。夏巡業中には「9月場所で12勝以上を挙げれば大関昇進目安『三役で直近3場所33勝』に届く」と大関取りの可能性について言及された。しかし9月場所前の横綱審議委員会による稽古総見では積極性を欠く姿勢に境川巡業部長（元小結・両国）から檄が飛んだ。
9月場所では初日から11連勝の快進撃を見せ、12日目に若隆景に敗れたものの13日目の琴櫻戦で「三役で直近3場所33勝」を達成する12勝目を挙げた。14日目の豊昇龍戦で勝って13勝目を挙げ、千秋楽を待たずに5月場所以来2場所ぶり、2度目の優勝を決めた。同時にこれにより、昭和以降最速となる初土俵から所要9場所での大関昇進を確実とした。三賞は敢闘賞と、左からの攻めに成長が見られるという理由から技能賞を獲得。新入幕から5場所連続の三賞受賞で、自身が持つ新入幕からの連続受賞記録を更新した。この場所の優勝により初土俵から9場所目にして既に師匠の二所ノ関の幕内優勝実績（2回）に並んでいる。千秋楽（22日）には阿炎に引き落とされ2敗目となり、13勝2敗で場所を終えることとなり、それには表彰式で「勝って（場所を）締めたかったんですけど……」とのコメントを残したが、同日審判部は大関昇進を諮る臨時理事会の招集を八角理事長に要請し、理事長がこれを受諾したため、事実上大関昇進が確定した。

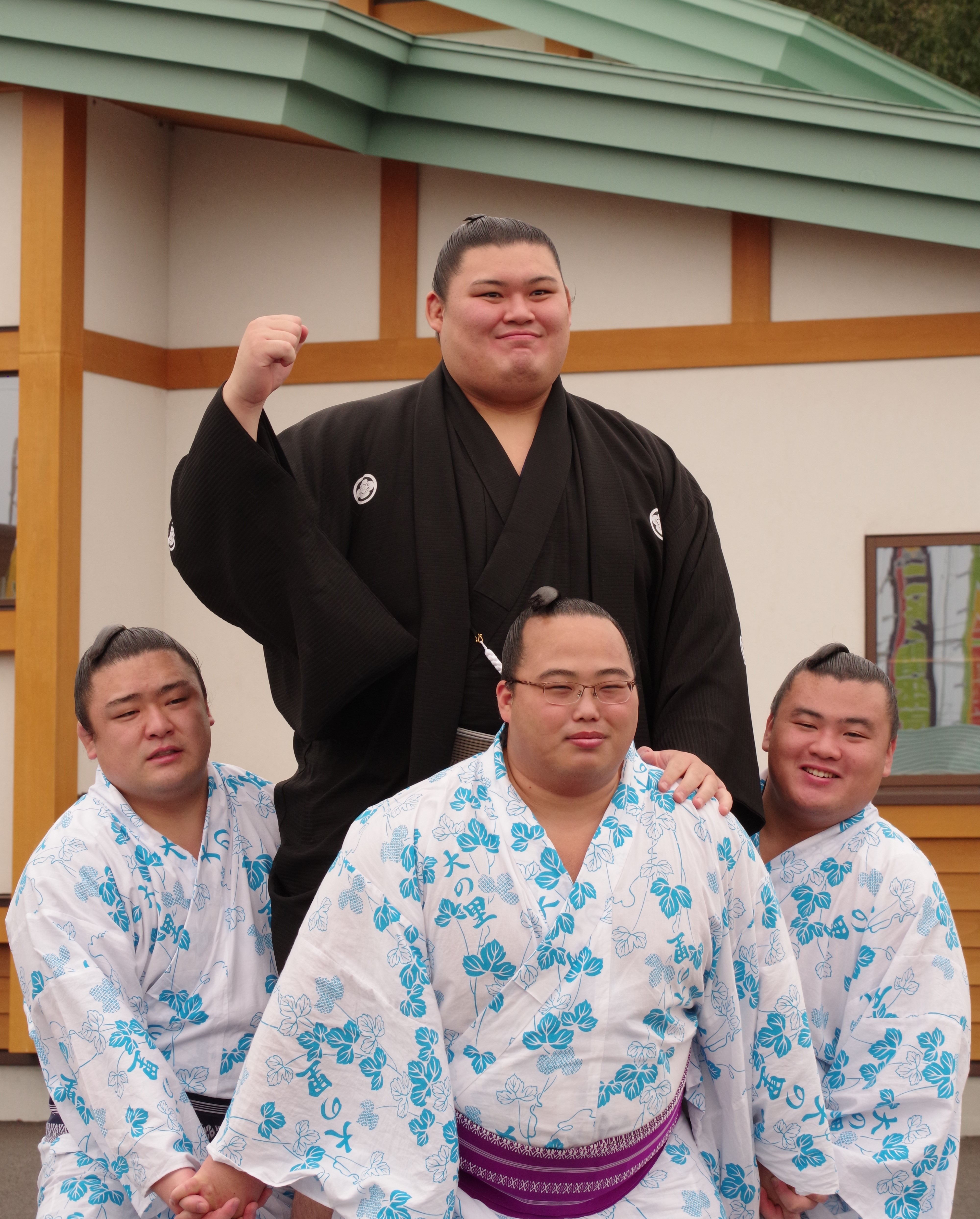
大関昇進を決めガッツポーズを見せる大の里

場所後の9月25日、両国国技館に於いて日本相撲協会が11月場所の番付編成会議と臨時理事会を行い、大の里の大関昇進を全会一致で承認し、正式に大関に昇進した。昇進伝達式では協会からの使者である出羽海親方（元前頭・小城ノ花）と放駒親方（元関脇・玉乃島）から昇進が決まったことを伝えられると「大関の地位を汚さぬよう、唯一無二の力士を目指し、相撲道に精進します」と口上を述べた。二所ノ関部屋からの大関は1970年11月場所の大麒麟（17代押尾川）以来の誕生となった。出世の早さに髪の伸びが追いつかず、大銀杏の結えない、大相撲史上初とみられる"ちょんまげ大関"が誕生した。報道によれば、少なくとも新大関の11月場所はちょんまげ大関として土俵を務めることになり、大銀杏が結えるようになるのは早くても2025年1月場所となる見込みだという。

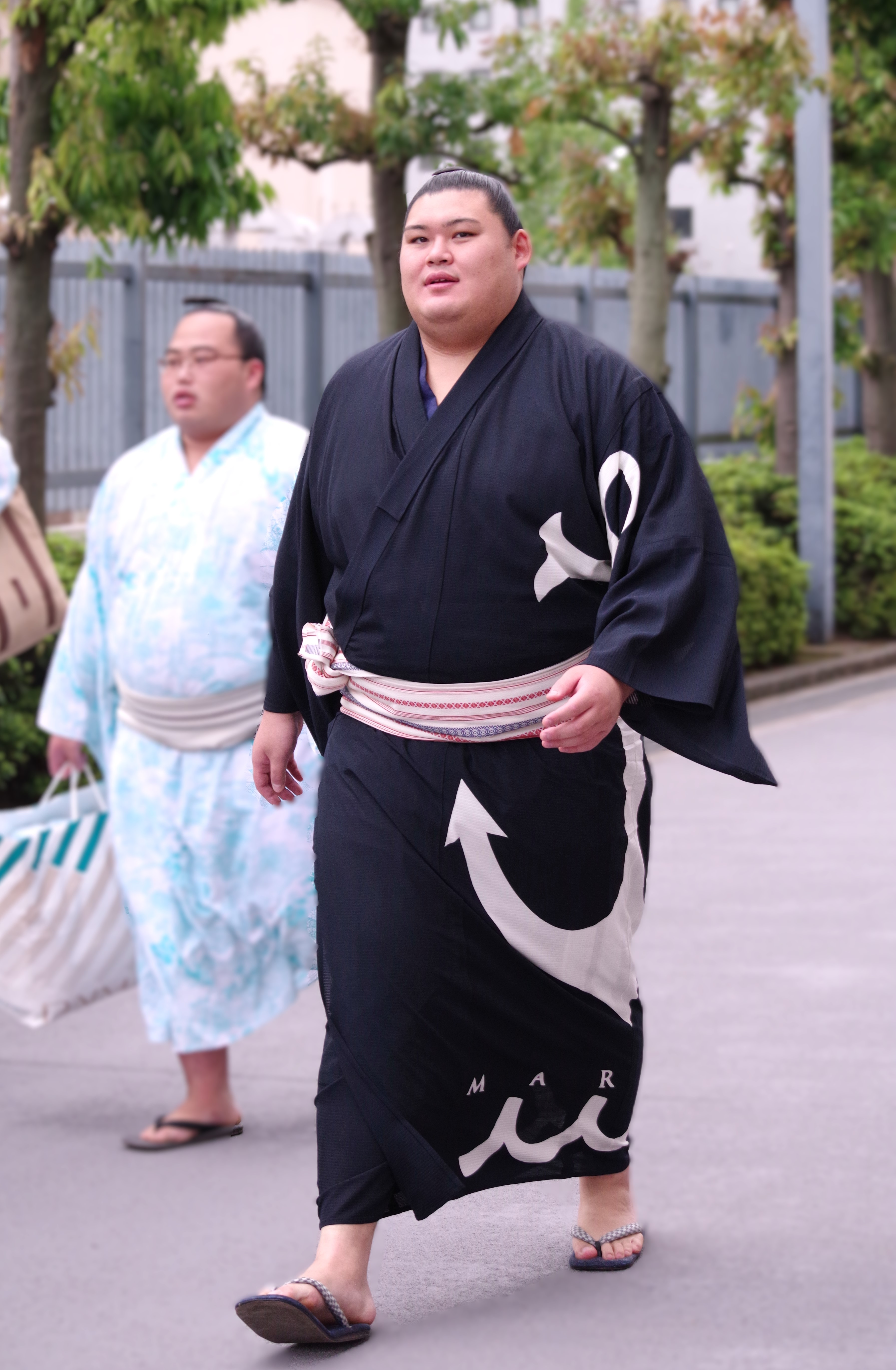
大関昇進を決め南門からの場所入りが最後となった令和6年9月場所千秋楽

9月場所後の明治神宮例祭奉祝全日本力士選士権大会では、土俵入りの際には「新大関、大の里」とアナウンスされ、一際大きなな歓声と拍手が起きた。そして今大会で初めて幕内トーナメントに出場し、4連勝して決勝戦まで進んだが、決勝戦では琴櫻に敗れて準優勝に終わった。11月場所の初日の平戸海戦は何とか突き落としで勝ったが、大関らしくない内容と9月場所と比べて張りに欠ける体から元2代栃東の玉ノ井親方から不安視された。結局この場所は9勝6敗に終わり、場所後の11月25日の横綱審議委員会の定例会合では山内昌之委員長が「受け身に回った時に少しバタバタしてしまう傾向が見られた」と分析していた。

#### 2025年
1月場所の初日前日の11日、両国国技館で行われた優勝額贈呈式に出席した際、初めて大銀杏を完全に完成させた形で結った姿を披露した。その1月場所の初日は翔猿に引き落とされ、自身が大銀杏で取った初の相撲を白星で飾れなかった。翌2日目には霧島を押し出して大銀杏で初白星を挙げた。しかし5日目までの3敗が響き、最終結果は10勝5敗と2桁勝利は達成したが、優勝争いには絡めなかった。

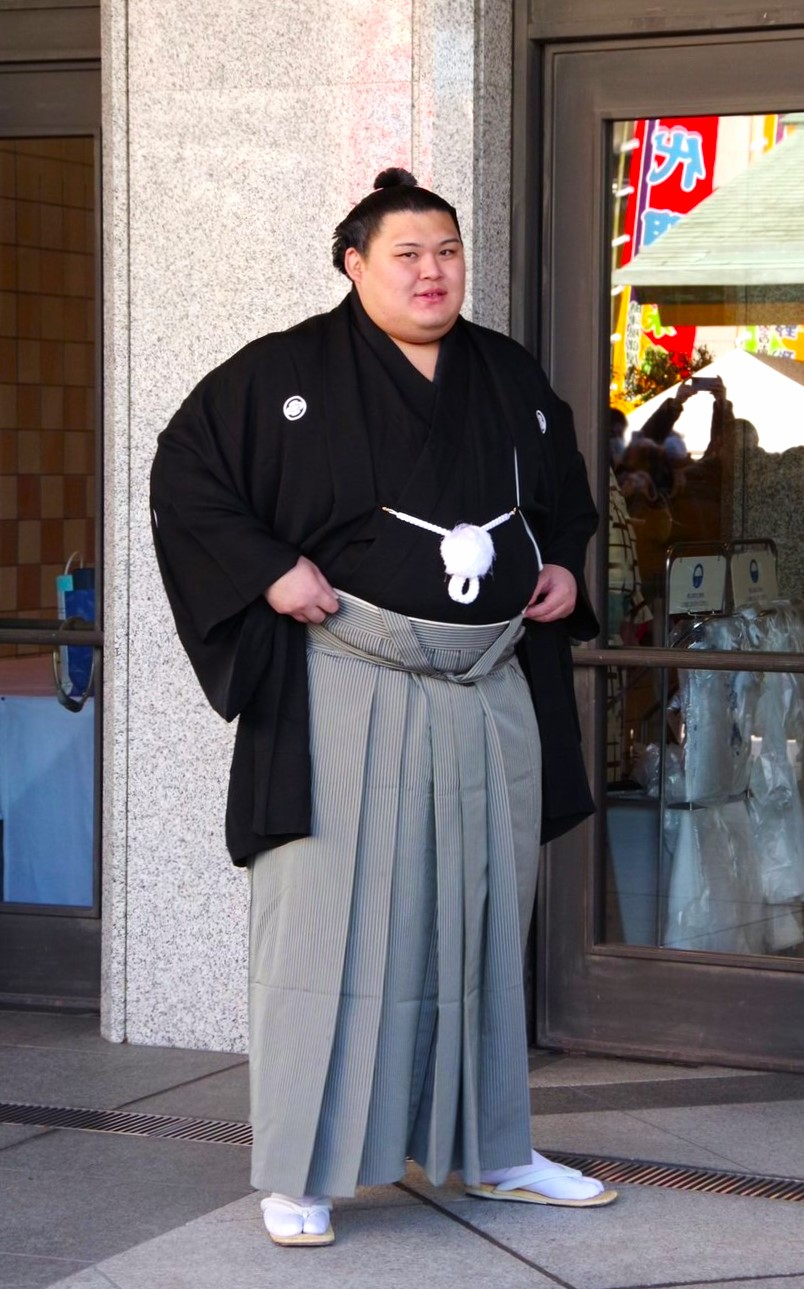
令和7年初場所前の優勝額授与式にて初めて大銀杏を結った大関大の里

3月場所は千秋楽の取組前時点で髙安と共に11勝3敗の快進撃で、千秋楽の本割で琴櫻に勝って12勝3敗とし、共に本割で勝って12勝3敗とした髙安との優勝決定戦を制し、師匠の二所ノ関親方（元横綱・稀勢の里）を超える3度目の優勝を達成した。大関の地位で優勝したため、翌5月場所の成績いかんによっては昭和以降で最速となる7月場所での横綱昇進が期待される。
綱取りがかかる5月場所前の身体測定で、前回測定よりも8kg増の191kgとなり、今回の測定における幕内最重量（十両を含めた関取全体でも3番目）を記録した。
5月場所は初日から黒星なしで13日目で大関・琴櫻を破って2場所連続優勝を果たし、横綱昇進に向け大きく前進した。13日目で優勝するのは白鵬以来10年ぶり、日本出身力士による2場所連続優勝は稀勢の里以来8年ぶり、大関での2場所連続優勝は日馬富士以来13年ぶり、という数多くの実績を果たした。千秋楽では結びの一番で豊昇龍に上手捻りで転がされるという内容で敗れたため、この場所は14連勝、場所跨ぎで数えると16連勝で止まる形となり、14勝1敗で場所を終えたが、審判部の高田川部長が八角理事長に横綱昇進を諮る臨時理事会の招集を要請し、これが了承された事から大の里の横綱昇進が確実となった。表彰式インタビューでは「最後負けてしまったけど、（優勝できて）うれしいです。全勝優勝したかったけど、次に頑張ります。来場所も大事になってくるので、しっかり準備したい」とコメントし、次の7月場所に思いを馳せていた。またそれと共に横綱昇進については、「水曜日（28日）にいい知らせが聞けるように待ちたい」とコメントしていた。26日の横綱審議委員会で、僅か6分の審議で委員9人の全会一致で第75代横綱に推薦され、事実上横綱昇進が確定した。そして28日に開かれた番付編成会議と臨時理事会で、正式に横綱昇進が決定。初土俵から所要13場所での横綱昇進は昭和以降羽黒山と照國の16場所を抜き最速かつ年6場所制以降は輪島の21場所を抜いて史上最速となる。また、石川県出身の横綱は輪島以来52年ぶりであり、学生相撲出身横綱も同じく輪島以来2人目ということになった。また横綱土俵入りの形は師匠と同じ『雲竜型』を選択した。
2025年には豊昇龍に続いて大の里が横綱に昇進するという形となったが、このように同じ年に2人横綱が誕生するのは、1987年の北勝海と大乃国以来38年ぶりとなった。また、大相撲入門前に国スポ横綱・学生横綱を1度ずつ、アマチュア横綱を2度、合計「○○横綱」と称する称号を4度経験した力士が、大相撲で本当の横綱になった形にもなっている。
7月場所の番付では横綱としては西に置かれ、琴櫻が東大関で一人大関となり、西に大関がいなくなったため、その番付では大の里の頭書は「横綱大関」と表記された。7月場所の番付発表時、番付の「横綱」という文字を見て、横綱になったという実感が湧き、また「お祝い気分は終わったので名古屋場所に向けてしっかりやっていきたい」と意気込みを示した。
その7月場所では、4日目に王鵬に押し出され、横綱として初の黒星、また初の金星献上となった。中日にも伯桜鵬に押し出されて2個目の金星献上となった。10日目にも玉鷲に突き落とされて3敗目となり、昭和以降最年長金星を許した。12日目の相撲は、一山本相手にまともに引いて物言いとなり、およそ3分に及ぶ長い協議の末、一山本が前に落ちるのと大の里が土俵を割るのが同時との判断で取り直しとなり、取り直し後も少し引いてしまったが、何とか形勢逆転して最後は押し出しで勝利したが、引いて安易に勝とうとする悪癖が出た内容について、複数の親方から苦言を呈された。翌13日目は2敗の東前頭15枚目琴勝峰に上手投げで敗れ、この時点で優勝は絶望的となり、新横綱で昭和以降ワーストとなる4個目の金星を配給すると共に、1941年1月場所4日目に東横綱男女ノ川が西前頭14枚目小松山に敗れたのを抜いて、大正以降で横綱が最も番付下位の力士に敗れるという2つの不名誉な記録を作ってしまった。それでも14日目と千秋楽には連勝し、最終的には11勝4敗の準優勝で取り終え、「初めてのことだらけの15日間だった。いろんなことがあっても来場所に向けて反省して頑張りたい」と唇を噛み、琴勝峰に優勝を許す形となったことについては「反省している。最後優勝争いに加われなかったのは悔しい」とのコメントを残した。

## 人物・逸話
協会の公式プロフィールによると好きな歌手は湘南乃風で、趣味は部屋の周りでの散歩、好物は魚全般、好きな漫画は『20世紀少年』。
新入幕を果たす直前の2023年12月に、化粧まわしが贈られた。出身地である津幡町の倶利伽羅峠の戦いに因み、「火牛」が描かれている。
2025年5月場所前のインタビューで好きな芸能人に坂井泉水と答えた他、父親の影響で幼少期から大の阪神タイガースファンで、好きな選手に同い年の森下翔太を挙げている。多忙なため阪神の本拠地である甲子園へ行ったことはないが、現在も阪神の試合は中継でチェックしており、日体大時代には東京ドームで試合観戦をしたことがある。幼少期に好きだった選手は桧山進次郎である。
公式サイト等のプロフィールに書かれていない趣味の一つにキャッチボールがあり、元横綱白鵬がその現役時代に体のバランスを整えるために普段使わない筋肉を使う目的でキャッチボールを行っていたという話を聞いてから、巡業の空き時間に趣味とトレーニングを兼ねてキャッチボールに興じる姿が目撃されている。
父からは角界入りの際に「関取になるまで帰ってくるな」と言われていたが、幕下は僅か2場所で通過したためデビューから半年足らずで関取となった。父は息子の活躍について取材を受けるたびに「唯一無二」と述べており、その言葉は息子である大の里にも受け継がれている。2024年11月場所の直前にも化粧まわしが贈られ、大関の昇進伝達式の際に述べた内容から、唯一無二と書かれている。武田双雲による揮毫である。
休刊が決定した『大相撲ジャーナル』2024年10・11月合併号の表紙は大関昇進が決定した大の里の写真となっており、丁度『大相撲ジャーナル』の最後の花道を自身が飾った格好となっている。

## 取り口
鋭い出足と馬力を活かした取り口で、右を差し込み、左でおっつけながら前に出ていく相撲を武器にしている。左のおっつけは大関昇進を射止めた要因ともなっている。
一方で突き押しの相撲も得意手としており、立ち会いのもろ手突きから一気に突っ張って押していくこともある。
師匠の二所ノ関は、2023年4月の時点で「立合いはまだまだ甘い」と語り「しっかり腰を割ること、体格任せの相撲を取らず廻しを切る技術や組んだ時に廻しを取らせない技術、相手の形にさせない技術なども大切になってくる」と課題を口にした。
十両昇進の際、大の里の師匠の二所ノ関は安定感はまだ課題がある旨を語った一方で将来性を高く評価。
2023年9月場所後、花田虎上が自身のコラムで大の里について「学生時代は四つ相撲が持ち味だったようですが、プロに入って体を生かした突き押しでここまで番付を上げています」と解説しつつも「恐らく幕内下位ぐらいまでは、今の相撲を取り続けるのではないでしょうか。将来的には柏戸さんや佐田の山さんのような、突っ張ってからの四つ相撲に磨きをかけるのではと思います」と期待を寄せていた。
2023年11月場所前の11月5日に行われた二所ノ関一門連合稽古では、一門の大先輩でもある玉鷲から腰高を指摘された。
2024年3月場所中のABEMA大相撲中継で花田虎上は頭で考え込み気持ちが吹っ切れていない点、諦めるのが早く残れない相撲を指摘している。同年5月場所前の横綱審議委員会による稽古総見での様子を見た八角理事長は「スタミナがない。ここ一番では馬力を発揮するけど、上に上がろうとするならスタミナが課題。大関を圧倒するぐらいの気持ちでいかないと、チャンスなんだから」とコメント。
2024年5月場所中の週刊誌報道では、真っ向勝負の相撲で一門内外を問わず親方衆からも高く評価された。同場所中で元琴風は自身のコラムにおいて「不利な体勢でも愚直に前に出る相撲はかつての水戸泉さん（錦戸親方）を彷彿とさせた」と評している。
同年7月場所中には元2代栃東の玉ノ井親方のコラムで、怪我ではなく気分転換を理由に朝稽古を休んだ稽古態度について書かれ、玉ノ井親方はこれには驚いたと、これでは下の者に示しが付かないと苦言を呈していた。場所後の元武蔵丸の武蔵川親方のコラムでは、腰高と押し相撲に弱い点を指摘された。
新大関昇進後の報道によると、親方衆から口をそろえて稽古不足が指摘されており、同門の二所ノ関一門の親方衆でさえ「稽古が圧倒的に足りない。このままでは必ず怪我をする」と忠告している。11月場所後、相手に合わせた遅い相撲だと武蔵川親方から注文を付けられた。大関昇進後は引き癖が課題となっている。
稽古嫌いの一方で、叔父弟子の高安からは入門前から稽古を付けられている。高安は大の里が大関に昇進した後も遠慮なくぶつかり稽古で転がして砂まみれにすることができる人物であったが、2025年春場所の優勝決定戦で大の里が恩返しを果たしてからは立場が逆転し、翌五月場所でも二日目に当たった髙安を圧倒している。

## 年表
- 2023年5月場所 - 初土俵（幕下付け出し）
- 2023年9月場所 - 新十両
- 2024年1月場所 - 新入幕
- 2024年5月場所 - 新小結
- 2024年7月場所 - 新関脇
- 2024年11月場所 - 新大関
- 2025年7月場所 - 新横綱

## 主な成績
2025年7月場所終了現在

### 連勝記録

#### 幕内の連勝記録
| 自身の順位 | 連勝数 | 期間                                | 止めた力士 | 止めた力士の番付 | 備考 |
| ---------- | ------ | ----------------------------------- | ---------- | ---------------- | ---- |
| 1          | 16     | 2025年3月場所14日目 - 5月場所千秋楽 | 豊昇龍     | 東横綱           |      |
| 2          | 11     | 2024年9月場所初日 - 11日目          | 若隆景     | 東前頭7枚目      |      |

### スピード記録
- 幕下付け出しから十両昇進所要場所数：2場所（歴代2位タイ）
- 幕下付け出しから幕内昇進所要場所数：4場所（歴代3位タイ）[97]
- 幕下付け出しから対横綱戦までの所要場所数：5場所（歴代1位タイ）[98]
- 幕下付け出しから初の三賞受賞までの所要場所数：5場所（歴代2位タイ）
- 幕下付け出しから新三役までの所要場所数：6場所（歴代2位）
- 幕下付け出しから幕内最高優勝までの所要場所数：7場所（歴代1位）
- 幕下付け出しから関脇昇進までの所要場所数：7場所（歴代2位）
- 幕下付け出しから大関昇進までの所要場所数：9場所（歴代1位）
- 新三役から大関昇進までの三役所要場所数：3場所（歴代8位タイ・年6場所制以降では歴代2位タイ）
- 新入幕から大関昇進までの所要場所数：5場所（歴代2位・年6場所制以降では歴代1位）
- 幕下付け出しから横綱昇進までの所要場所数：13場所（歴代1位）
- 新入幕から横綱昇進までの所要場所数：9場所（歴代1位）
- 大関昇進から横綱昇進までの所要場所数：4場所（歴代7位タイ）

### 通算成績
- 通算成績：146勝48敗（14場所）
- 通算勝率：.753
  - 幕内成績：112勝38敗（10場所）
  - 幕内勝率：.747
    - 横綱成績:11勝4敗(1場所)
    - 横綱勝率:.733
    - 大関成績：45勝15敗（4場所）
    - 大関勝率：.750
    - 三役成績：34勝11敗（3場所）
    - 三役勝率：.756
      - 新三役成績：12勝3敗（歴代5位タイ）
      - 関脇成績：22勝8敗（2場所）
      - 関脇勝率：.733
      - 小結成績：12勝3敗（1場所）
      - 小結勝率：.800
        - 新小結成績：12勝3敗（歴代3位タイ）

    - 前頭成績：22勝8敗（2場所）
    - 前頭勝率：.733
      - 新入幕成績：11勝4敗（歴代9位タイ）

  - 十両成績：24勝6敗（2場所）
  - 十両勝率：.800
    - 新十両成績：12勝3敗（歴代5位タイ）

  - 幕下成績：10勝4敗（2場所）
  - 幕下勝率：.714
- 新十両場所での初日からの連勝：9（初代成山、翔天狼、尊富士と並び歴代2位タイ）
- 幕内連続2桁勝利記録：3場所（2024年1月場所 - 5月場所、2025年1月場所 - ）
- 幕内優勝次点以上連続場所：2場所（2024年3月場所 - 5月場所、2025年3月場所 - 5月場所）
- 新入幕から連続三賞受賞場所数：5場所（2024年1月場所 - 9月場所、歴代1位）
- 新入幕から連続三賞受賞かつ2桁勝利場所数：3場所（2024年1月場所 - 5月場所、歴代1位）
- 新入幕から大関昇進までのすべての場所で三賞受賞：史上唯一
- 新小結優勝：史上2人目
- 関脇以下の地位での優勝回数：2回（歴代3位タイ）
- 関脇と小結の地位で優勝：史上唯一
- 新入幕の年での2回以上の優勝：史上唯一
- 新入幕の年での大関昇進：昭和以降唯一
- 入門から負け越しなしでの大関昇進：昭和以降唯一
- 綱取り挑戦力士の13日目での優勝決定：史上唯一
- 入門から負け越しなしでの横綱昇進：昭和以降唯一
- 学生出身力士の横綱昇進：史上2人目

### 各段在位場所数
2025年7月場所終了現在
- 通算在位：14場所
  - 幕内在位：10場所
    - 横綱在位:1場所
    - 大関在位：4場所
    - 三役在位：3場所
      - 関脇在位：2場所
      - 小結在位：1場所

    - 平幕在位：2場所

  - 十両在位：2場所
  - 幕下在位：2場所

### 各段優勝
2025年7月場所終了現在
- 幕内最高優勝：4回
  - 2024年（2回）5月場所・9月場所
  - 2025年（2回）3月場所・5月場所
- 年間最多優勝：1回
  - 2024年（2回・照ノ富士と並んで受賞）

### 三賞・金星
- 三賞（8回）
  - 殊勲賞：2回（2024年5月場所、2024年7月場所）
  - 敢闘賞：3回（2024年1月場所、2024年3月場所、2024年9月場所）
  - 技能賞：3回（2024年3月場所、2024年5月場所、2024年9月場所）
- 金星：なし
  - 新入幕時には横綱照ノ富士に敗れ、翌場所は横綱が休場、次の場所には小結に昇進し、平幕に陥落すること無く横綱に昇進したため。ちなみに新小結の場所では照ノ富士に勝利し、その翌場所の新関脇でも勝利した。

### 場所別成績
| | 一月場所 初場所（東京） | 三月場所 春場所（大阪） | 五月場所 夏場所（東京） | 七月場所 名古屋場所（愛知） | 九月場所 秋場所（東京） | 十一月場所 九州場所（福岡） |
| --- | ----------------------- | ----------------------- | ----------------------- | --------------------------- | ----------------------- | --------------------------- |
| 2023年 （令和5年） | x                       | x                       | 幕下付出10枚目 6–1      | 東幕下3枚目 4–3             | 東十両14枚目 12–3       | 東十両5枚目 12–3            |
| 2024年 （令和6年） | 西前頭15枚目 11–4 敢    | 西前頭5枚目 11–4 敢技   | 西小結 12–3 殊技        | 西関脇 9–6 殊               | 西関脇 13–2 敢技        | 西大関2 9–6                 |
| 2025年 （令和7年） | 西大関2 10–5            | 東大関 12–3             | 東大関 14–1             | 西横綱大関 11–4             | x                       | x                           |
| 各欄の数字は、「勝ち-負け-休場」を示す。 優勝 引退 休場 十両 幕下 三賞：敢=敢闘賞、殊=殊勲賞、技=技能賞 その他：★=金星 番付階級：幕内 - 十両 - 幕下 - 三段目 - 序二段 - 序ノ口 幕内序列：横綱 - 大関 - 関脇 - 小結 - 前頭（「#数字」は各位内の序列） |                         |                         |                         |                             |                         |                             |

## 合い口
いずれも2025年7月場所終了現在。
（以下、最高位が横綱・大関の現役力士）
- 横綱・豊昇龍には2勝6敗（不戦勝1含む）。大関同士の対戦は大の里の2敗。 豊昇龍の横綱昇進後は1敗。
- 大関・琴櫻には6勝4敗。琴櫻の大関昇進後は大の里の6勝3敗。大関同士の対戦は大の里の3勝1敗。
- 元大関・髙安には2勝2敗。髙安の大関在位中は対戦なし。2025年3月場所の優勝決定戦で大の里が髙安に勝利。
- 元大関・正代には3勝。正代の大関在位中は対戦なし。
- 元大関・御嶽海には1勝1敗。御嶽海の大関在位中は対戦なし。
- 元大関・霧島には7勝。霧島の大関在位中は大の里の1勝。

引退力士（横綱・大関）
- 元横綱・照ノ富士には2勝1敗。
- 元大関・貴景勝には2勝。いずれも貴景勝の大関時かつ大関同士での対戦は1度も実現せず。

## 幕内対戦成績
| 力士名   | 勝数 | 負数 | 力士名   | 勝数 | 負数 | 力士名   | 勝数 | 負数 | 力士名   | 勝数 | 負数 |
| -------- | ---- | ---- | -------- | ---- | ---- | -------- | ---- | ---- | -------- | ---- | ---- |
| 碧山     | 1    | 0    | 安青錦   | 1    | 0    | 熱海富士 | 5    | 0    | 阿炎     | 5    | 3    |
| 一山本   | 3    | 0    | 宇良     | 5    | 0    | 遠藤     | 1    | 0    | 欧勝馬   | 1    | 0    |
| 阿武剋   | 1    | 0    | 阿武咲   | 0    | 2    | 王鵬     | 4    | 3    | 霧島     | 7    | 0    |
| 金峰山   | 2(1) | 1    | 豪ノ山   | 5    | 1    | 琴櫻     | 6    | 4    | 琴勝峰   | 2    | 1    |
| 佐田の海 | 1    | 0    | 正代     | 3    | 0    | 湘南乃海 | 1    | 0    | 大栄翔   | 7    | 1    |
| 貴景勝   | 2    | 0    | 隆の勝   | 4    | 2    | 宝富士   | 2    | 0    | 髙安     | 2*   | 2    |
| 尊富士   | 3    | 1    | 玉鷲     | 3    | 1    | 美ノ海   | 1    | 0    | 千代翔馬 | 2    | 0    |
| 剣翔     | 1    | 0    | 照ノ富士 | 2    | 1    | 翔猿     | 5    | 1    | 伯桜鵬   | 1    | 1    |
| 平戸海   | 4    | 2    | 武将山   | 1    | 0    | 豊昇龍   | 2(1) | 6    | 御嶽海   | 1    | 1    |
| 翠富士   | 1    | 0    | 明生     | 3    | 0    | 若隆景   | 4    | 2    | 若元春   | 6    | 2    |

- 他に優勝決定戦では、髙安に1勝がある。

（カッコ内は勝数、負数の中に占める不戦勝、不戦敗の数。太字は2025年7月場所終了現在、現役力士。）

## 改名歴
- 大の里 泰輝（おおのさと だいき）2023年5月場所 -